# Beauly

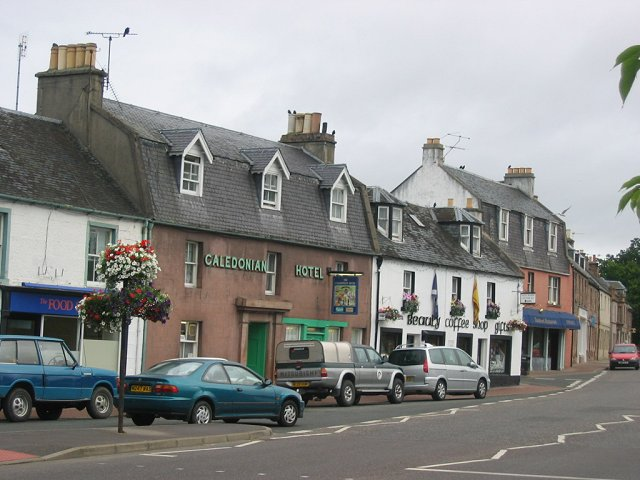
Una via di Beauly

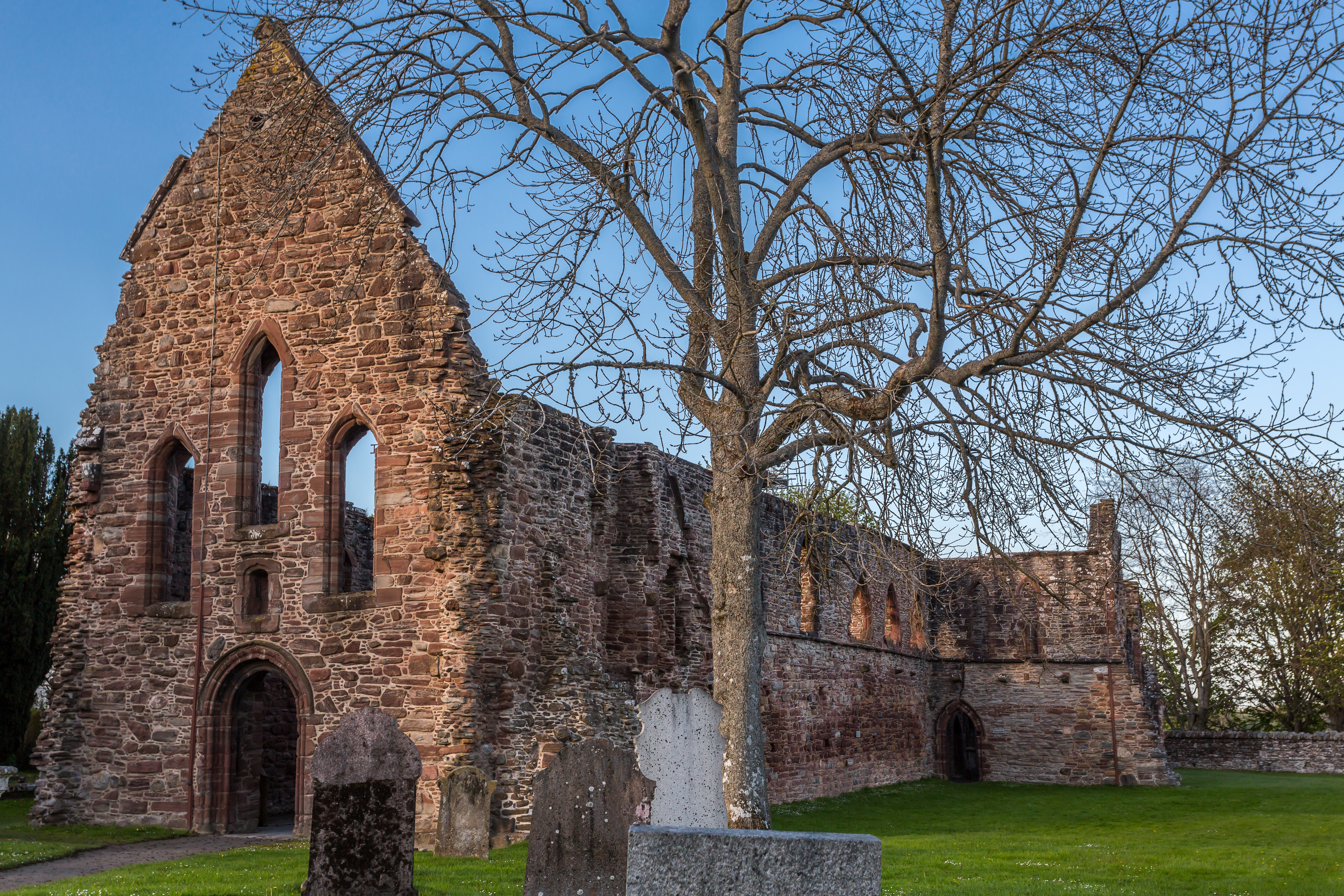
Il priorato di Beauly

Beauly (in Scots: Beauly o Beuly; in gaelico scozzese: A' Mhanachainn) è una cittadina di circa 1 400-1 500 abitanti  della costa nord-orientaleScozia nord-orientale, facente parte dell'area di consiglio dell'Highland (contea tradizionale: Inverness-shire) e situata lungo il corso del fiume omonimo, che si getta nel Beauly Firth (parte del Moray Firth, Mare del Nord.

## Geografia fisica
Beauly si trova ad est della Fairly Wood e ad ovest di Kirkhill e tra le località di Muir of Ord e Kiltarlity (rispettivamente a sud della prima e a nord della seconda), a 10 miglia ad ovest di Inverness.

## Origini del nome
Il toponimo Beauly deriva dal francese beau lieu, che significa "bel luogo" e che faceva in origine riferimento ad un monastero in loco.

## Storia
L'area su cui sorge la cittadina è abitata fin dal 2000 a.C.
La cittadina crebbe attorno ad un monastero, fondato nel 1230 ca.
Nel 1564 avrebbe pernottato a Beauly la regina Maria di Scozia.

## Monumenti e luoghi d'interesse

### Architetture religiose
Il principale monumento di Beauly è rappresentato dalle rovine del priorato di Beauly, un monastero fondato intorno al 1230.

### Architetture civili

#### Lovat Bridge
Altro edificio d'interesse è il Lovat Bridge, un ponte sul fiume Beauly realizzato nel 1814 su progetto di Thomas Telford.

## Società

### Evoluzione demografica
Nel 2016, la popolazione stimata di Beauly era pari a circa 1 470 abitanti, di cui 767 erano donne e 703 erano uomini.
La popolazione al di sotto dei 20 anni era pari a 285 unità, di cui 145 erano i bambini al di sotto dei 10 anni.
La località ha conosciuto un incremento demografico rispetto al 2011, quando la popolazione censita era pari a 1 360 abitanti, e al 2001, quando la popolazione censita era pari a 1 160 abitanti.

## Sport
- Beauly Shinty Club, club di shinty[7]